# Internationaal Orgelfestival Haarlem

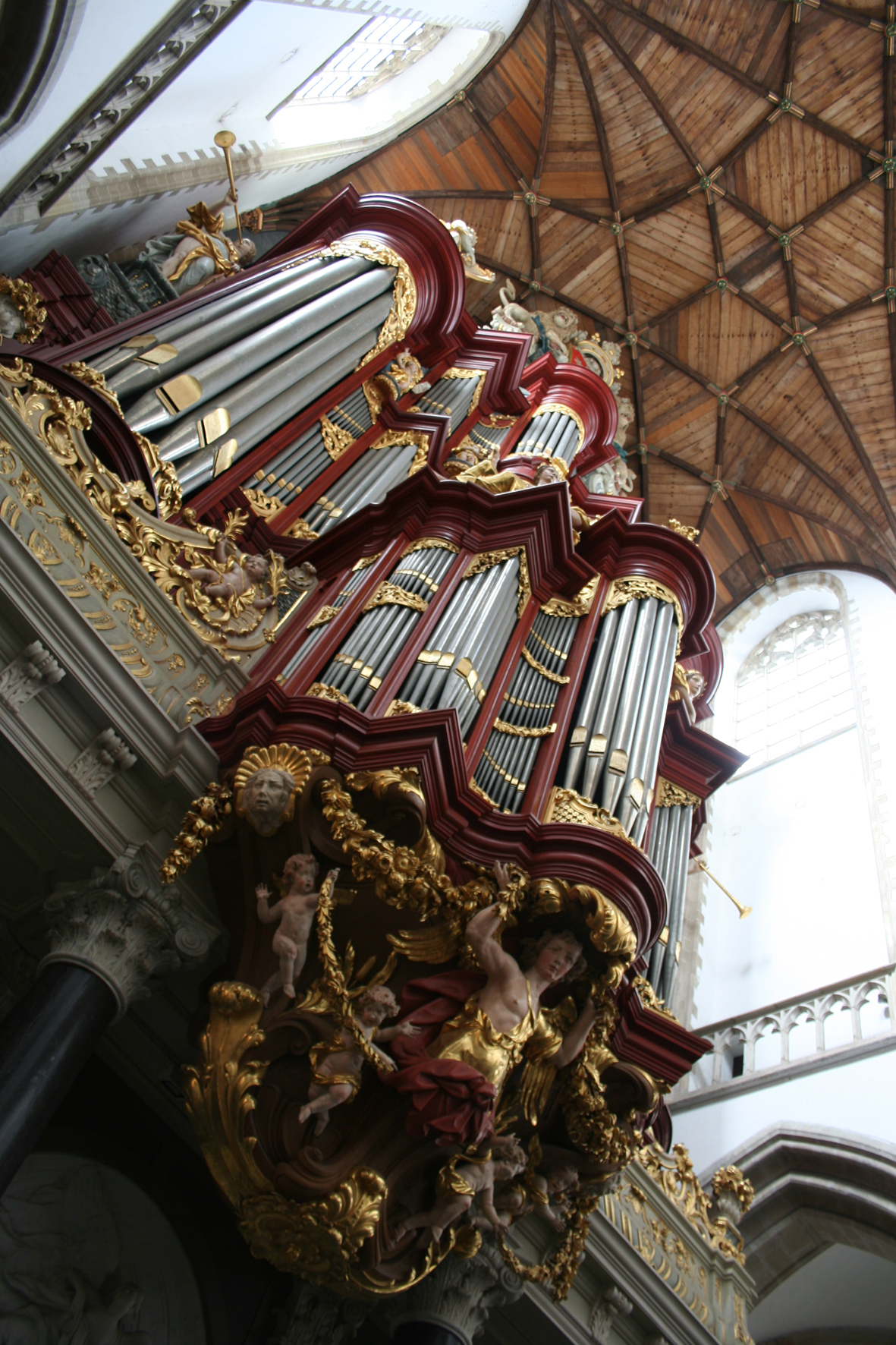
Het Christian Müllerorgel van de Grote of St.-Bavokerk te Haarlem

Het Internationaal Orgelfestival Haarlem (IOH) vindt elke twee jaar plaats op en rond het Christian Müllerorgel van de Grote of St.-Bavokerk te Haarlem. Het oudste orgelfestival ter wereld bestaat uit het Internationaal Improvisatieconcours voor Organisten, de Internationale Zomeracademie voor Organisten en een concertserie, en vindt plaats in de maand juli van de even jaren. In 2014 beleefde het festival de 50ste editie.
In 2016 trok het festival een kleine 10.000 bezoekers.
De combinatie van concours, academie, beroemde organisten van over de hele wereld en het orgel van de Grote of St.-Bavokerk heeft ertoe geleid dat het IOH wereldwijd gezien wordt als het mekka van de orgelkunst: een plek waar iedere beroepsorganist eenmaal in zijn of haar leven moet zijn geweest.

## Doelstelling
Het improvisatieconcours heeft van begin af als doel gehad de orgelimprovisatiekunst te bevorderen en te vernieuwen. Het concours staat bekend om improvisaties in avantgardistische stijl. De zomeracademie heeft als doelstelling het bevorderen van het niveau van het orgelspelen in het algemeen, naast het bevorderen van de muzikale ontwikkeling van de studenten en de ontwikkeling van hun vaardigheden in het improviseren.
Het festival wil de Nederlandse orgelcultuur onder de aandacht brengen van een breed publiek. Dit wordt mede bereikt door het organiseren van excursies naar andere Nederlandse orgels naast de Haarlemse orgels, en laagdrempelige publieksactiviteiten die ook gericht zijn op kinderen. Daarnaast presenteert het festival een concertserie met een keur aan buitenlandse organisten (zowel de juryleden van het concours als de docenten aan de academie), alsmede concerten met koor, instrumenten of andere kunstdisciplines zoals film en dans.

## Internationaal Improvisatieconcours voor Organisten

### Geschiedenis en opzet
Het festival startte in 1951 met het eerste Internationaal Improvisatieconcours voor Organisten. Dit concours werd toen nog als onderdeel van het Holland Festival georganiseerd, dat in 1947 was gestart. Het orgelconcours trok van begin af aan deelnemers van over de hele wereld en vond tot en met 1986 jaarlijks plaats.
Voor de eerste editie van 1951 werden 5 deelnemers (deels op voordracht van ambassades) uitgenodigd tot deelname. Van 1952 – 1974 vonden er publieke voorrondes plaats voor Nederlandse organisten, terwijl de buitenlandse kandidaten nog steeds voorgedragen moesten worden. Aan het concours namen vervolgens 4 à 5 kandidaten, in verschillende rondes, deel.
Van 1962 tot 1992 mocht de winnaar van het Nationaal Orgelimprovisatieconcours te Bolsward automatisch deelnemen aan het concours te Haarlem. Een vergelijkbare samenwerking is er vanaf 2018 met het Nationaal Orgelconcours tijdens het Bachfestival te Dordrecht, waarvan de winnaar wordt toegelaten tot de eerste ronde van het Haarlemse concours.
Als vanaf 1988 het concours tweejaarlijks gaat plaatsvinden vindt er een algemene voorselectie plaats door inzending van geluidsopnames met een improvisatieopdracht. Van de 30 à 40 inzendingen per editie worden, afhankelijk van het niveau, 6 à 10 kandidaten uitgenodigd, die in 3 (afval-)rondes tegen elkaar strijden.
De deelnemers zijn beroepsorganisten tot 35 jaar. In 2018 werd de leeftijdsgrens losgelaten omdat het aantal geïnteresseerde kandidaten te sterk afnam. Een deelnemer mag niet bij een jurylid gestudeerd hebben, en speelt anoniem voor de jury en het publiek. De jury bestaat uit organisten die hun sporen op het gebied van improvisatie verdiend hebben, en niet zelden zelf winnaar zijn geweest van dit concours.
Tot 1988 was er sprake van een wisselprijs, die gewonnen kon worden na 3 keer de eerste plaats behaald te hebben. Vanaf 1988 is er een geldprijs. In 2021 ontvangt de winnaar € 4.000,- en een aantal concertaanbiedingen. Daarnaast is er een publieksprijs van € 1.000,-. Voor veel winnaars betekende het winnen van dit improvisatieconcours de opstap naar een succesvolle carrière.
In 2022 werd voor de eerste keer in de geschiedenis geen winnaar aangewezen. Volgens de jury waren de deelnemers onvoldoende vernieuwend, creatief en origineel. De publieksprijs werd dat jaar wel uitgereikt aan de Nederlander Harmen Trimp.

### Bekende winnaars
- Anton Heiller, Oostenrijk (1952)
- Piet Kee, Nederland (1953, 1954, 1955, Wisselprijswinnaar)
- Klaas Bolt, Nederland (1956,1957)
- Hans Haselböck, Oostenrijk (1958, 1959, 1960, Wisselprijswinnaar)
- Arie J. Keijzer (1964)
- Anders Bondeman, Zweden (1965)
- André Isoir, Frankrijk (1966, 1967, 1968, Wisselprijswinnaar)
- Jan Jongepier, Nederland (1970, 1971, 1972, Wisselprijswinnaar)
- Jan Raas, Nederland (1975, 1976, 1977, Wisselprijswinnaar)
- Joost Langeveld, Nederland (1978, 1979)
- Jos van der Kooy, (1980, 1981)
- Naji Hakim, Frankrijk (1982)
- Henk W. Luijmes, (1984, 1985)
- Zuzana Ferjenčiková, Slowakije (2004, enige vrouw ooit)

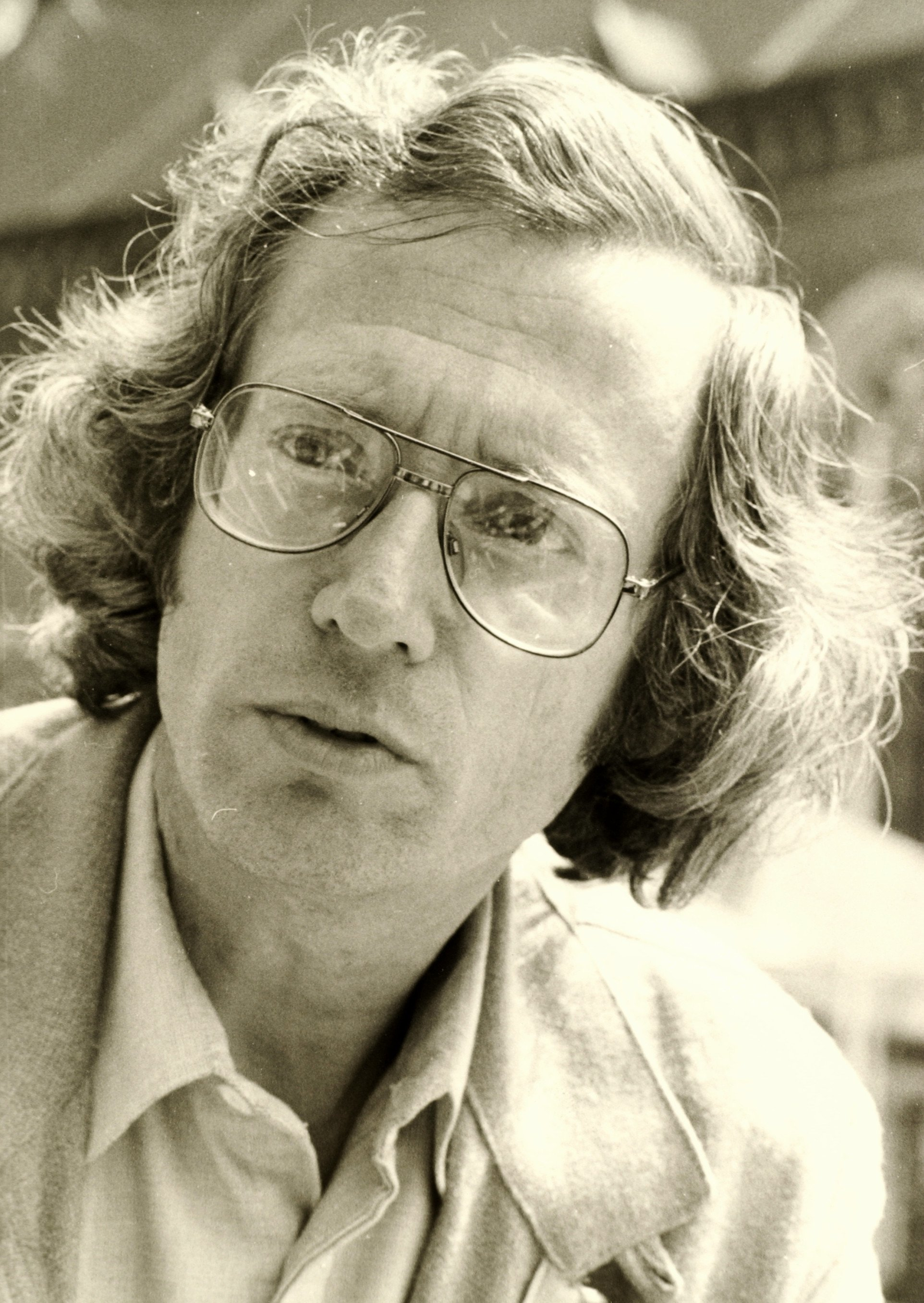
Piet Kee
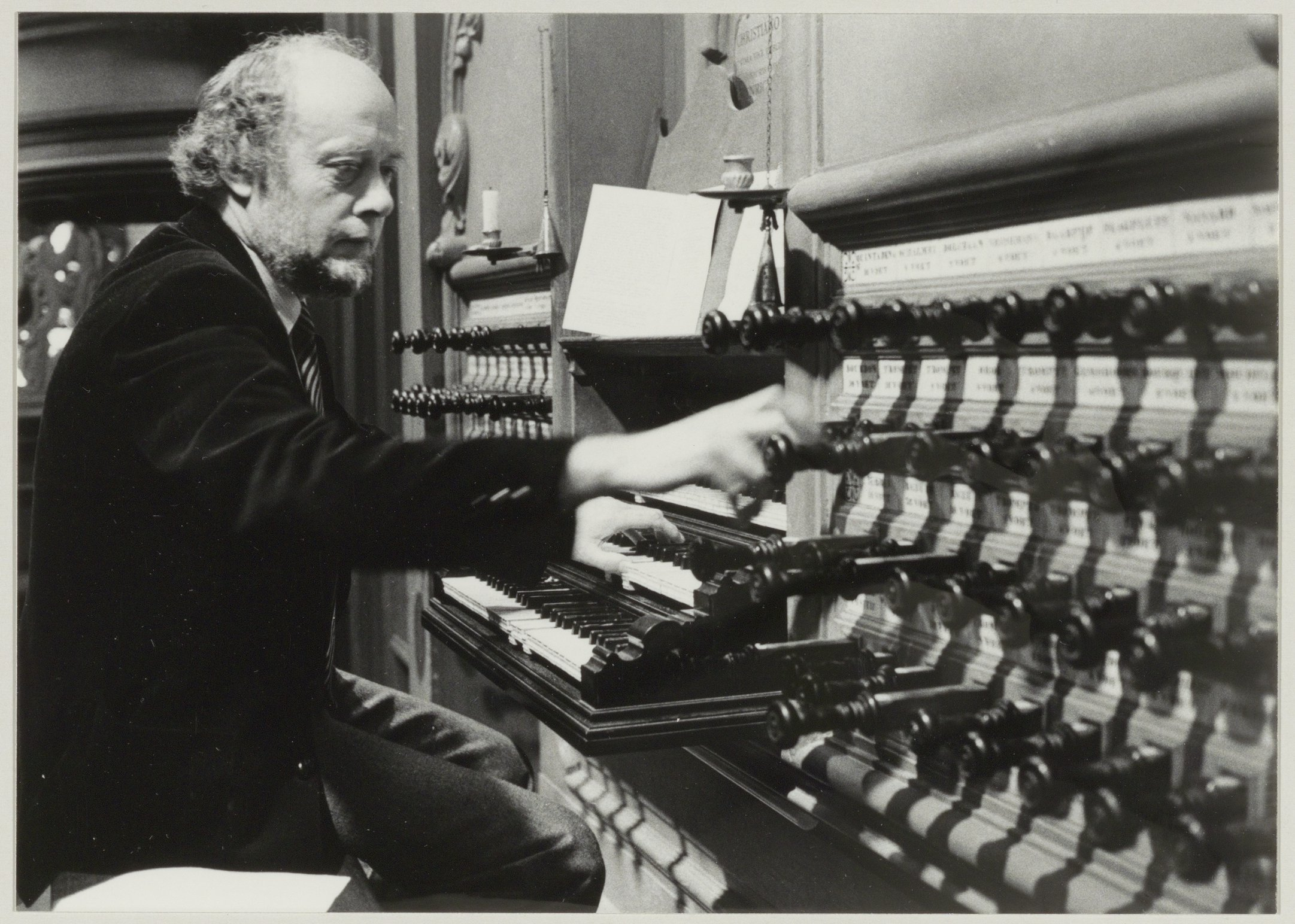
Klaas Bolt
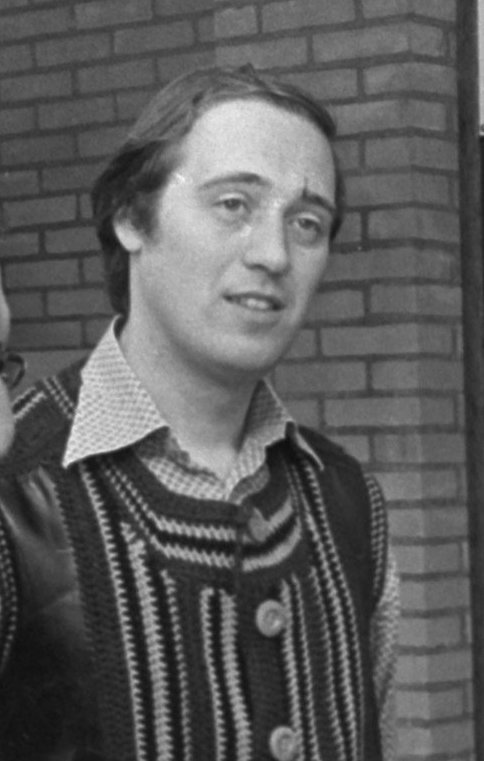
Jan Jongepier

### Nederlandse winnaars sinds 1988
- John Terwal (1998)
- Sietze de Vries (2002)[6]
- Chiel Jan van Hofwegen (2006, gedeelde eerste plaats)[8]
- Gerben Mourik (2008)
- Geerten Liefting (2016)
- Geerten van de Wetering (2018)
- Harmen Trimp (2022) - publieksprijs

## Internationale Zomeracademie voor Organisten

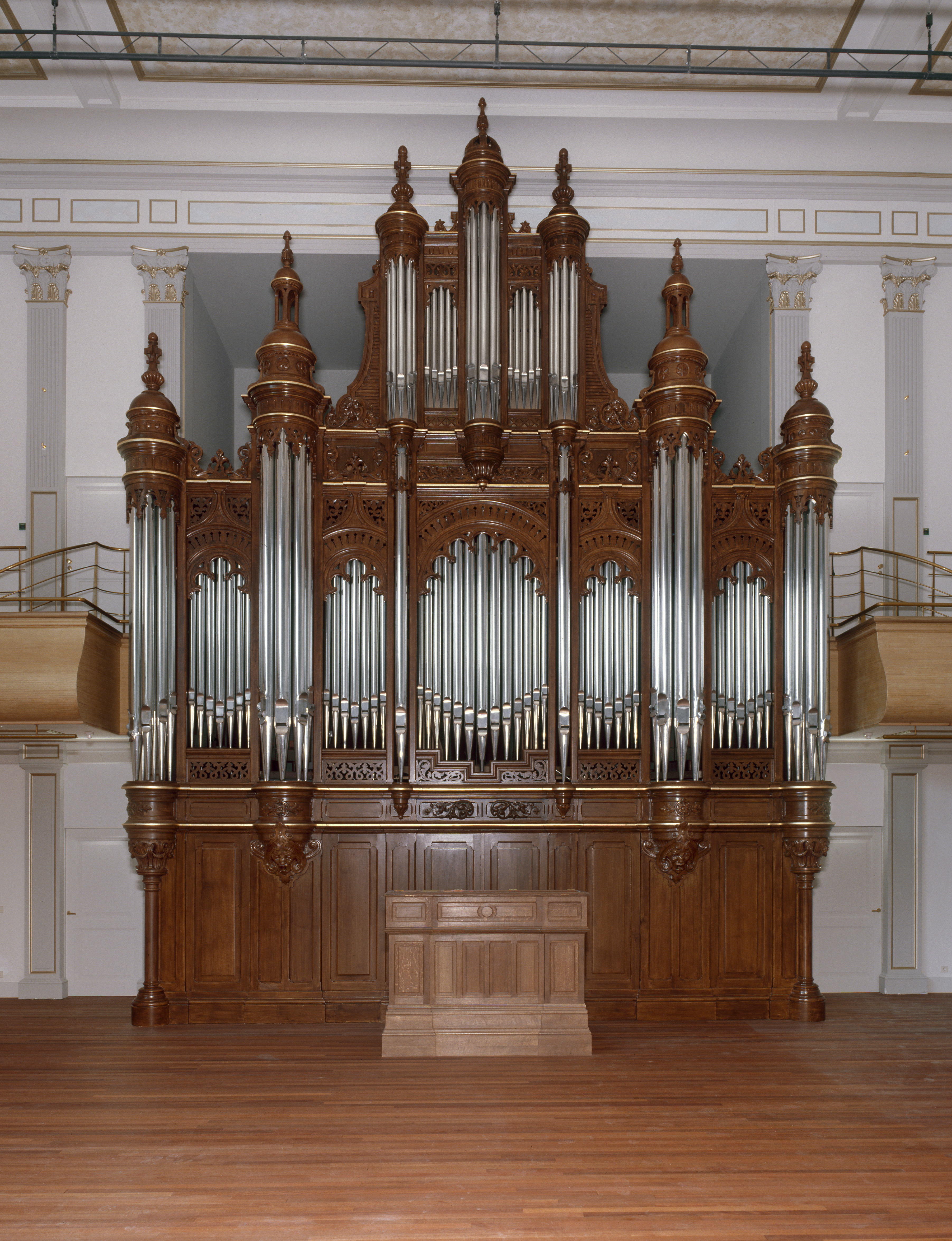
Het Cavaillé-Collorgel van de Philharmonie Haarlem

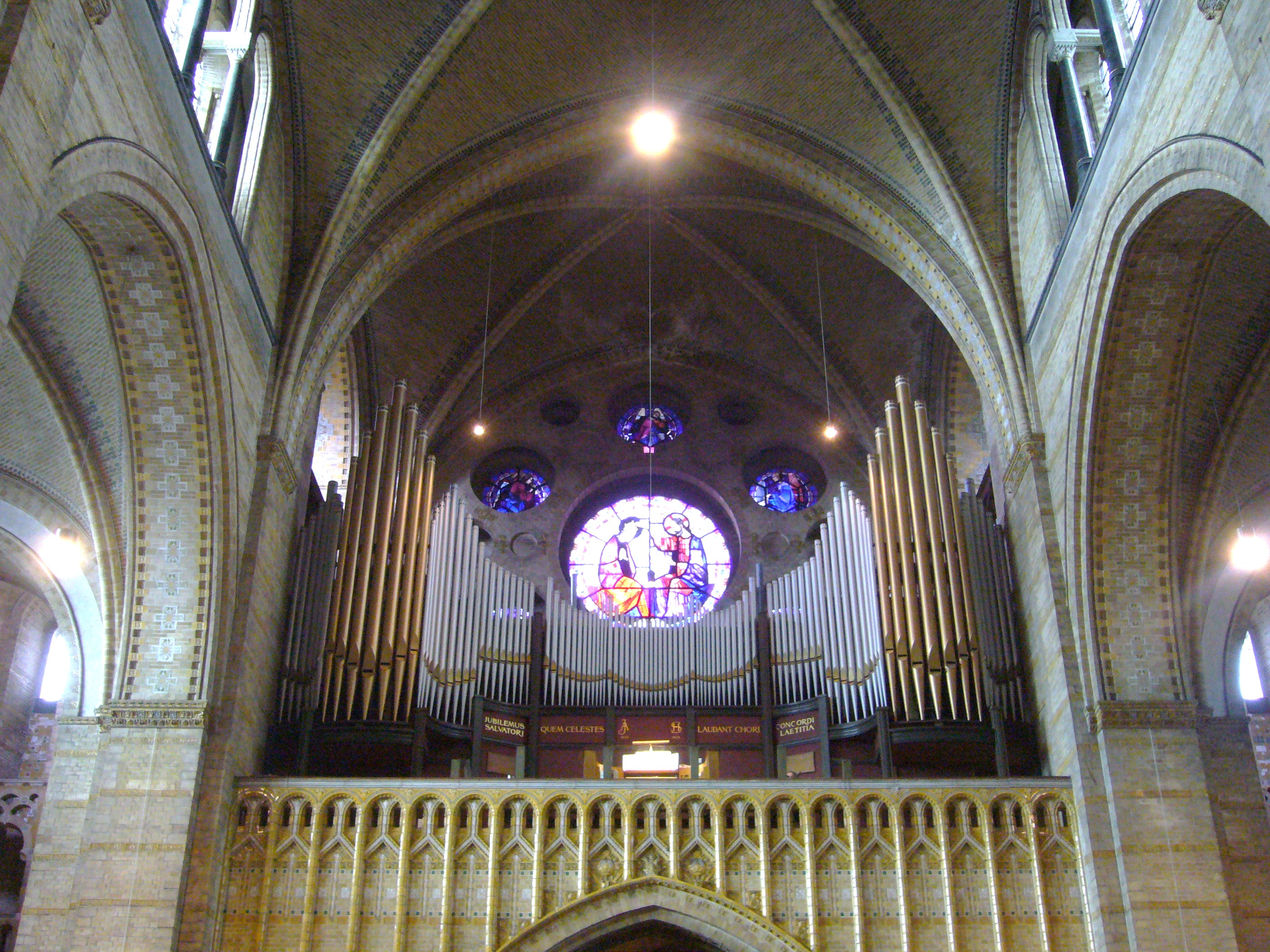
Het Adema-orgel van de Kathedrale basiliek Sint-Bavo

### Geschiedenis en opzet
In 1955 werd aan het concours de Internationale Zomeracademie voor Organisten toegevoegd, een drie- en later tweeweekse academie bestaande uit masterclasses en lezingen.
Vanaf het begin van het ontstaan van de academie wordt lesgegeven in improvisatie. Daarnaast zijn er cursussen over orgelmuziek uit het gehele tijdperk van ±1600 – 21ste eeuw, met nadruk op Duitse (Bach) en Franse (Romantiek) muziek. Vanaf 1962 wordt er in elke academie ook een cursus over hedendaagse orgelmuziek gegeven. Ook zijn er met enige regelmaat lessen op andere toetsinstrumenten zoals clavichord, klavecimbel en harmonium. Diverse lezingen over musicologische onderwerpen maken ook onderdeel uit van de academie.
Naast het Müllerorgel wordt in principe ook lesgegeven op: 
- het Hess-orgel van de Nieuwe Kerk[9]
- het Ahrend & Brunzema-orgel van de Doopsgezinde Kerk[10]
- het Adema-orgel van de Kathedrale basiliek Sint Bavo[11] en
- het Cavaillé-Coll-orgel van de Philharmonie Haarlem

In de periodes dat het Müllerorgel of de Grote Kerk in restauratie was vond het festival doorgang op andere locaties.
Om toegelaten te worden tot de academie dient een organist een conservatoriumdiploma behaald te hebben. De deelnemers ontvangen na afloop een certificaat van deelname. De academie wordt traditioneel afgesloten met een concert waarin de beste studenten te horen zijn.

### Docenten
Bekende docenten die jarenlang aan de academie les hebben gegeven zijn
- jaren 1950-1970: Gustav Leonhardt, Luigi Tagliavini, Anton Heiller en Marie-Claire Alain
- jaren 1970-1900: Piet Kee en Ewald Kooiman (Bachcursussen)
- jaren 1980-1910: Szigmond Szathmáry (nieuwe muziek)
- jaren 1900-1910: Olivier Latry en Ben van Oosten (Franse Romantiek)

Bekende organisten die met enige regelmaat terugkeerden/terugkeren als docent waren/zijn Daniel Roth, Guy Bovet, Harald Vogel, Liuwe Tamminga, Ludger Lohmann, Bernard Winsemius, Jos van der Kooy en Ton Koopman.

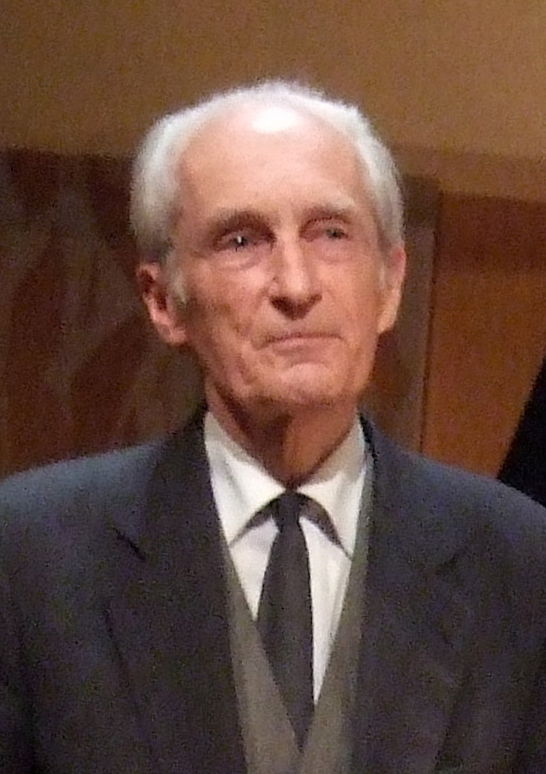
Gustav Leonhardt
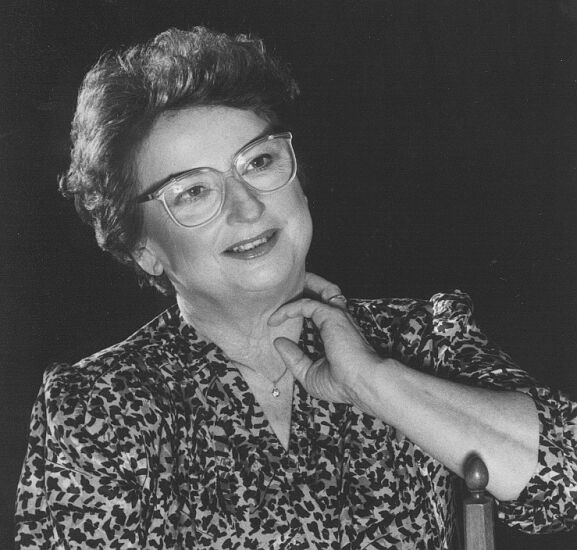
Marie-Claire Alain
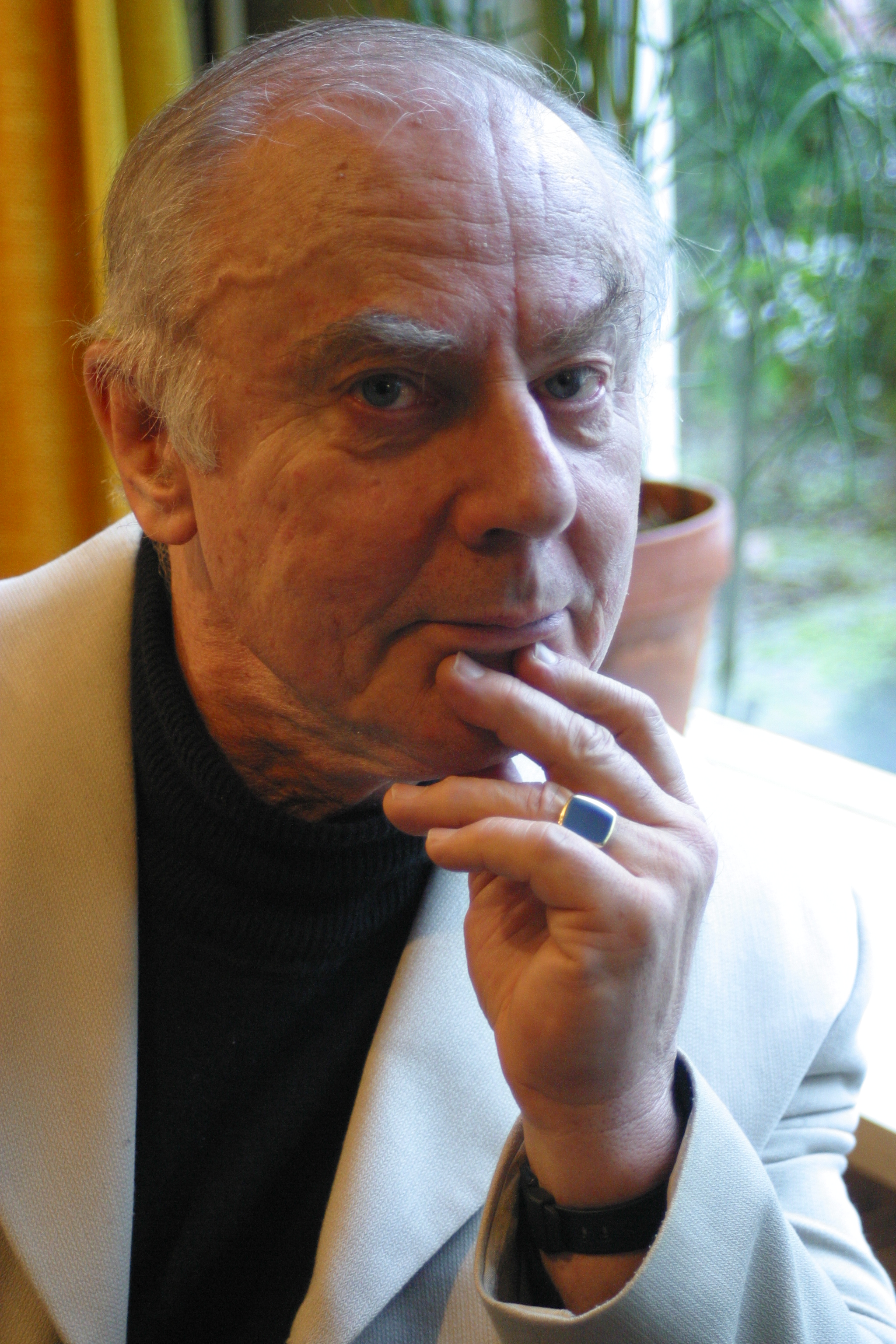
Ewald Kooiman
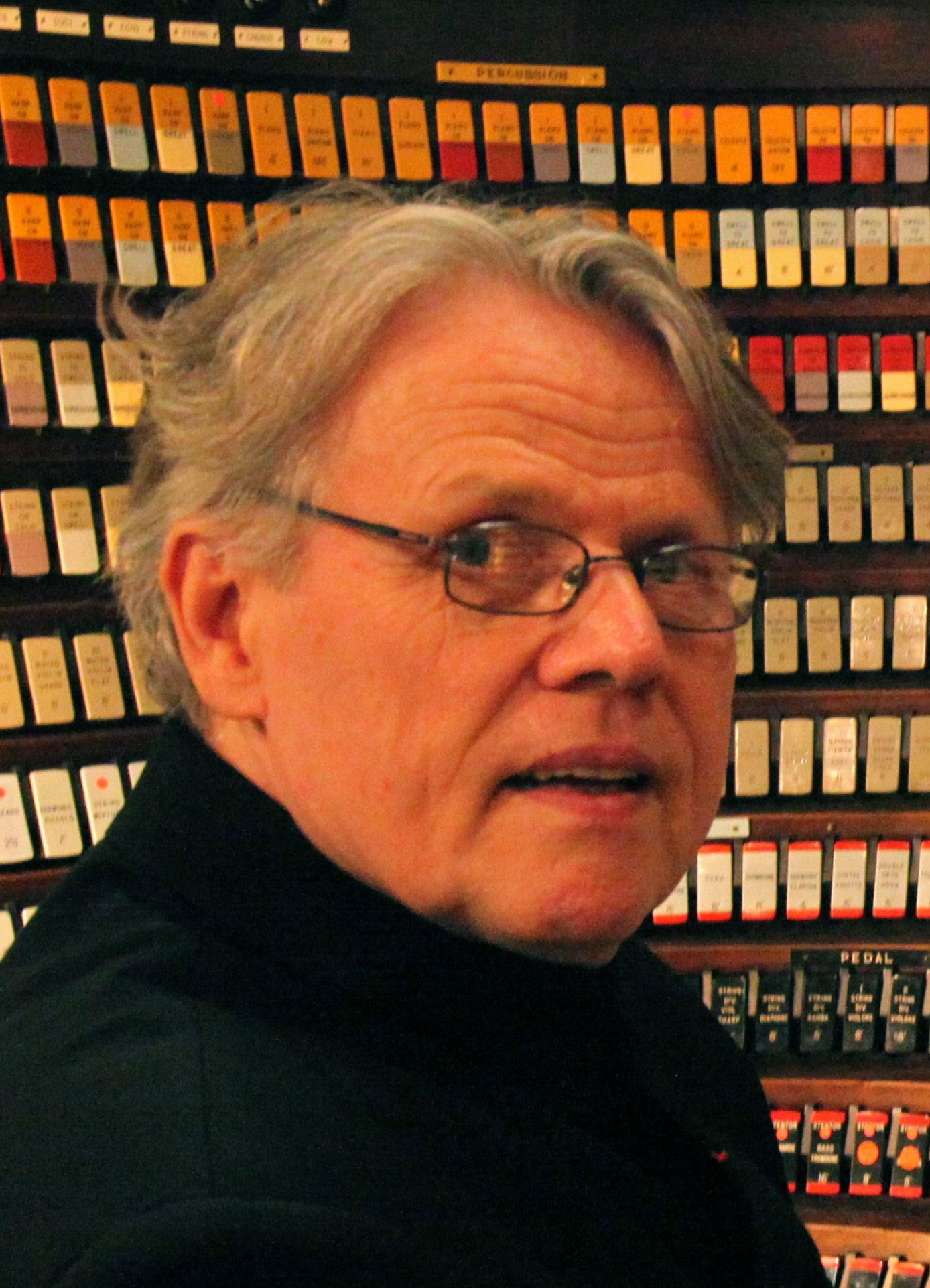
Daniel Roth
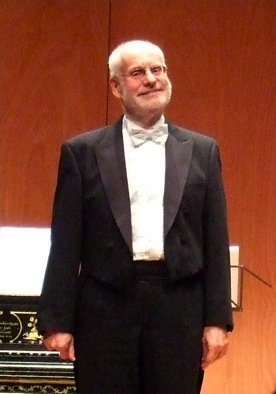
Ton Koopman

## Tweejaarlijkse editie
Vanaf editie 1988 vindt het festival tweejaarlijks plaats. De belangrijkste reden hiervoor was dat het festival dermate groot werd dat een langere voorbereidingstijd noodzakelijk werd. Daarnaast dreigde de financiële begroting te hoog te worden bij een jaarlijkse voortzetting. Ook is het hoge niveau van het concours en de academie makkelijker te handhaven bij een tweejaarlijks festival en speelde mee dat wereldwijd gezien meerdere grote orgelfestivals om de twee jaar plaatsvinden. De zomeracademie kreeg weer zijn oorspronkelijke lengte van 3 weken waardoor de hele maand juli de Haarlemse Orgelmaand werd.
De keuze voor een tweejaarlijks festival had een positieve invloed op de deelnemersaantallen van de Zomeracademie: in de jaren na 1988 steeg het aantal studenten tot ruim 100 per festival. Wel wordt de lengte van de zomeracademie weer teruggebracht naar 2 weken.
Tot 2010 vonden het concours en de academie aansluitend op elkaar plaats. Vanaf editie 2010 zijn het improvisatieconcours en de academie in elkaar geschoven tot een festival van 2 weken om de academiestudenten zo de gelegenheid te geven ook het concours bij te wonen.

### 2020
Wegens de Covid-19-pandemie is het festival in 2020 voor het eerst in zijn geschiedenis niet doorgegaan.

### 2021
In 2021 zou het uitgestelde festival van 2020 plaatsvinden. Wegens de Covid-beperkingen werd het festival echter ingekort tot het Improvisatieconcours en een aantal concerten. De Zomeracademie heeft niet plaatsgevonden.

## Vernieuwing
In de 21ste eeuw zoekt het festival steeds naar mogelijkheden om de eeuwenoude orgelkunst te blijven vernieuwen en levend te houden, om zo als festival relevant te blijven. Daartoe worden verschillende initiatieven ontplooid:
- Voor het festival 2008 werd contact gezocht met de compositieafdeling van het Koninklijk Conservatorium Den Haag, wat leidde tot nieuwe composities voor orgel door compositiestudenten. Deze werken werden in een masterclass tijdens het festival behandeld, in samenwerking met de cursusdocent, academiestudenten en de compositiestudent. Het doel was om een nieuwe lichting compositiestudenten kennis te laten maken met het componeren voor orgel, en zo ook nieuw repertoire te laten creëren. Onder de titel Young Composers Class is deze  samenwerking voortgezet en uitgebreid in latere festivals.
- Vanaf festival 2008 wordt met de Haarlemse Orgeldag een grote publieksactiviteit georganiseerd aan het begin van het festival. Door het inzetten van zoveel mogelijk Haarlemse orgels wil men de plaatselijke bevolking, en in het bijzonder kinderen, laagdrempelig kennis laten maken met orgels en orgelmuziek.
- Vanaf 2010 vindt tijdens de academie een Jongtalentklas plaats. Het gaat om een aantal masterclasses, gegeven door bekende organisten aan getalenteerde orgelspelende jongeren tot 18 jaar. Het doel is hen te interesseren om aan een conservatorium te gaan studeren en organist van beroep te worden. Op die manier hoopt het festival te kunnen bijdragen aan een toekomst waarin nog steeds organisten worden opgeleid tot beroepsmusici.
- In het improvisatieconcours moet men vanaf 2016 niet alleen kunnen improviseren over een opgegeven thema en in een verplichte vorm, maar kunnen ook improvisatieopdrachten over videokunst, een gedicht, een grafisch thema, met een andere instrumentalist[12] of met een danser worden opgegeven. De veranderingen worden geleidelijk aan ingevoerd, verspreid over meerdere edities.
- Verschillende onderdelen van de Zomeracademie worden ook toegankelijk gemaakt voor publiek van buitenaf, dat lezingen kan bijwonen of via beeldschermen mee kan kijken naar masterclasses die rond de speeltafel van het orgel worden gegeven.
- Het festival zoekt ook samenwerking met organisaties in het buitenland zoals het festival Toulouse Les Orgues (Frankrijk), met als doel de winnaar van het concours concerten in het buitenland te kunnen aanbieden en concertproducties te kunnen uitwisselen.

## Organisatie
Tot 2005 was het festival, na aanvankelijk door het Holland Festival te zijn georganiseerd, een activiteit van de Gemeente Haarlem. In 2005 vond privatisering plaats en werd de Stichting Internationaal Orgelconcours (SIO) opgericht om het festival voortaan te organiseren, gesubsidieerd door de Gemeente Haarlem.
De artistieke verantwoordelijkheid lag tot 2010 bij het bestuur. Vanaf 2010 is er een artistieke commissie waarin zowel bestuursleden als leden van buitenaf zitting hebben.
De zakelijke leiding en organisatorische uitvoering was/is in handen van:
- 1951 – (onbekend): Holland Festival
- (onbekend) – 1972: Gemeente Haarlem
- 1972 – 2005: Els Hendrikse (namens de afdeling Cultuur van de Gemeente Haarlem)
- 2005 – 2010: Christa Hijink (in opdracht van de SIO)
- 2010 – heden: Peter Ouwerkerk (in opdracht van de SIO)